# Меланьин, Пётр Михайлович
Пётр Михайлович Меланьин — советский хозяйственный, государственный и политический деятель, Герой Социалистического Труда.

## Биография
Родился в 1918 году в деревне Власово. Член КПСС с 1939 года.
С 1930 года — на хозяйственной, общественной и политической работе. В 1930—1986 гг. — крестьянин в собственном хозяйстве, на Казацком крахмалопаточном заводе, шофер в Афанасьевской МТС Измалковского района, помощник секретаря Измалковского райкома ВКП(б), председатель исполкома Власовского сельского Совета, заведующий Измалковским районным земельным отделом, директор Спартаковской МТС, директор совхоза «Красный колос» Липецкого района Липецкой области.
Указом Президиума Верховного Совета СССР от 22 марта 1966 года присвоено звание Героя Социалистического Труда с вручением ордена Ленина и золотой медали «Серп и Молот».
Делегат XXIV и XXVI съездов КПСС.
Умер в Липецке в 1998 году.